# BEAR BEAR
『BEAR BEAR』（ベアーベアー）は、池ジュン子による日本の漫画作品。『LaLa DX』（白泉社）にて、2012年1月号から2013年7月号まで連載された。
単行本は花とゆめコミックス（同社刊）から全2巻。単行本第1巻には読み切り「砂漠の鎮魂歌」「See you again.」が併録されている。

## あらすじ
渕中春佳は“超”男性恐怖症。そんな彼女が恋 (?) したのはなんと、デパートの屋上のクマの着ぐるみ!? 可愛いものが大好きな彼女は、次第に「彼」にハマっていく。しかし、友人に「中身は40代のおっさん」と言われて・・・・?

## 登場人物
渕中春佳（ふちなか はるか）
高校1年生。父は幼いころに他界し、母と2人の姉との4人家族。身長は143.2センチメートル。家族内では一番背が高い。超男性恐怖症で、好きなものは可愛いもの。
犬飼要（いぬかい かなめ）
渕中春佳と同じ高校に通う男子高校生。着ぐるみのクマさんの中身。渕中春佳の彼氏でもある。

## 書誌情報
- 池ジュン子『BEAR BEAR』白泉社〈花とゆめコミックス〉、全2巻
  1. 2012年12月5日発売[1]、ISBN 978-4-592-19599-3
  2. 2013年10月4日発売[2]、ISBN 978-4-592-19600-6